# Hans Heyerdahl
Hans Olaf Halvor Heyerdahl (Smedjebacken, 8 de julio de 1857 - Christianía actual Oslo, 10 de octubre de 1913) fue un pintor realista-naturalista sueco-noruego.

## Biografía

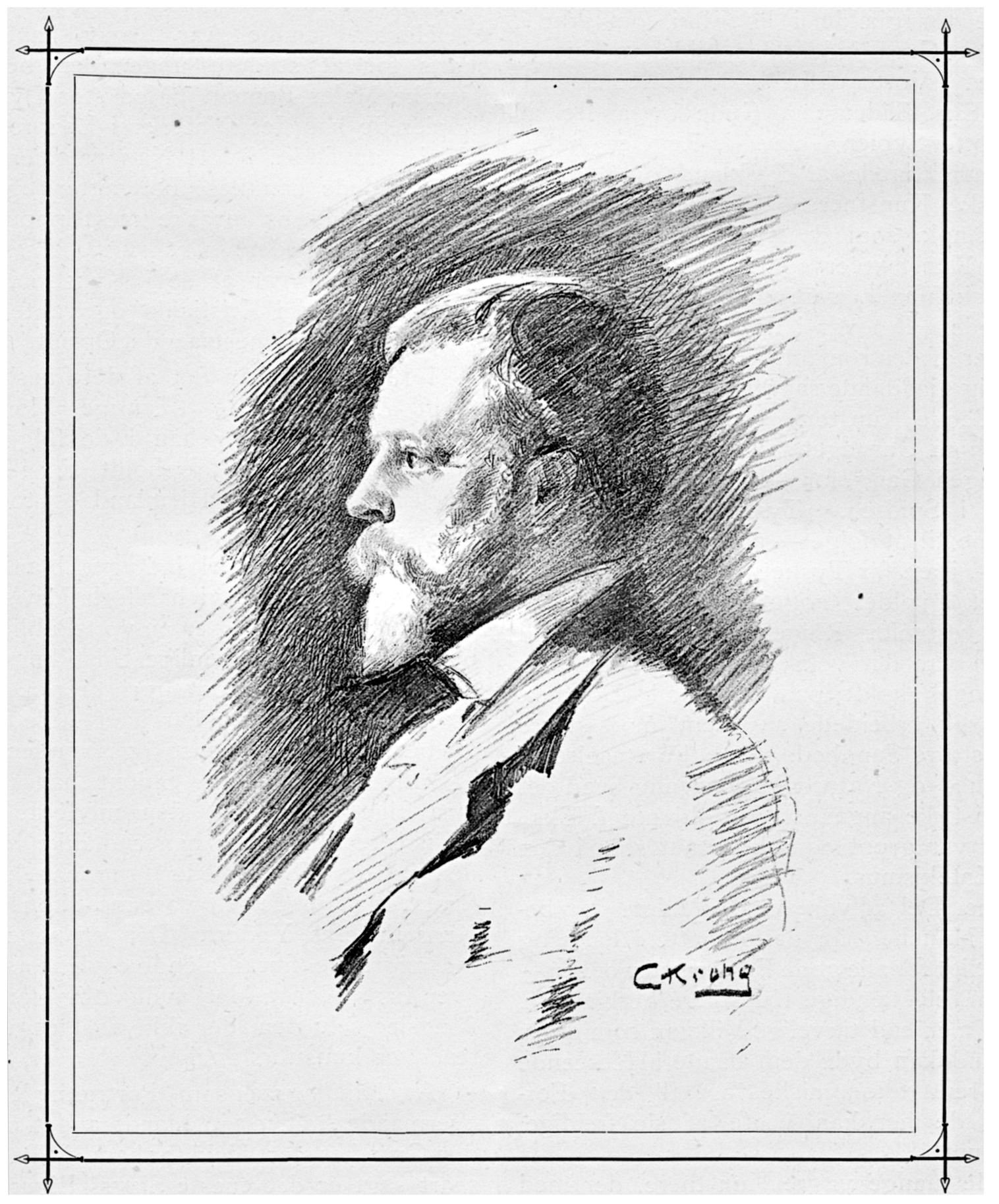
Hans Heyerdahl, Christian Krohg (1891)

Nació en Smedjebacken. Era hijo de Halvor Heyerdahl (1825-1900) y de Hilda Margretha Haak (1834-1917). Su padre era un importante ingeniero y arquitecto. En 1859 la familia se mudó a Drammen, donde su padre asumió el cargo de ingeniero municipal y jefe de bomberos.
Heyerdahl quiso seguir los pasos profesionles de su padre, pero al final se decantó por el arte y estudió en Christianía (Statens håndverks- og kunstindustriskole, escuela noruega de artesanía e industria del arte), la Academia de Bellas Artes de Múnich (1874-77) y París (1878-82).
Más tarde, pasó dos años en Italia antes de regresar a Noruega, donde inauguró una escuela privada de pintura con  Christian Krohg y Erik Werenskiold. 
Pasó sus veranos pintando en Åsgårdstrand, donde inspiró a Edvard Munch, quien empezaba su carrera.
Además de sus paisajes, pintó escenas de la historia noruega y varios retratos de personajes ilustres, entre ellos Frits Thaulow (1885), Knut Hamsun (1893) y Henrik Ibsen (1894). 
Después de 1900, pasó otros seis años en París, donde sus pinturas adquirieron un tono más melancólico.
En 1904, fue nombrado Caballero de la Orden de San Olaf.

## Galería

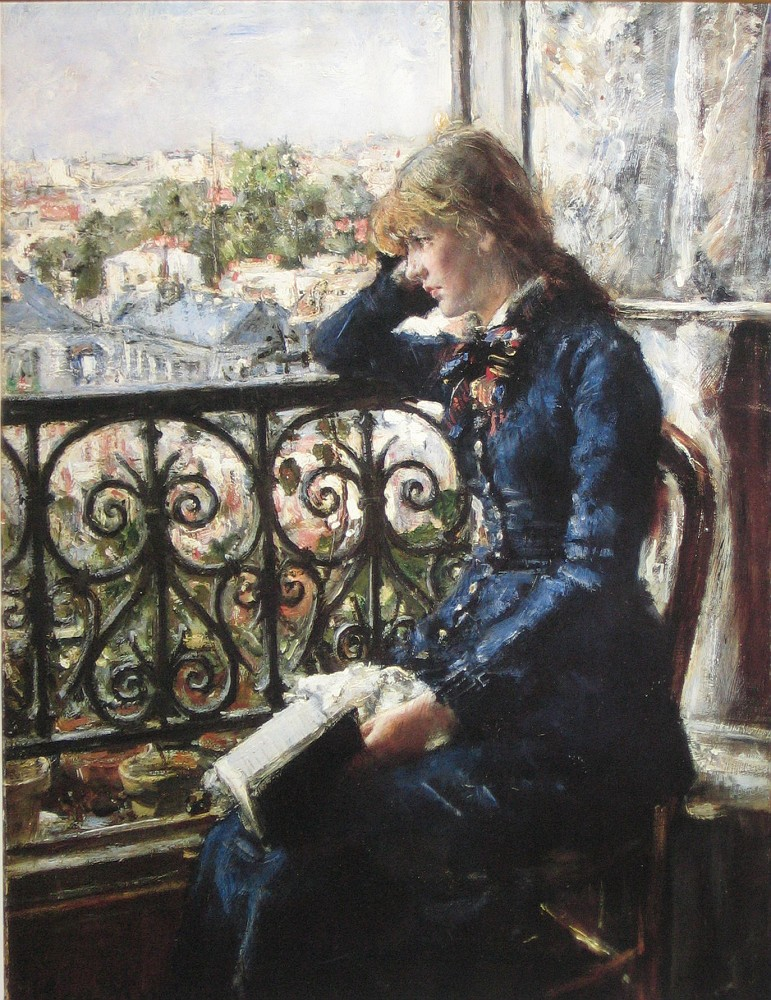
En la ventana (1881)
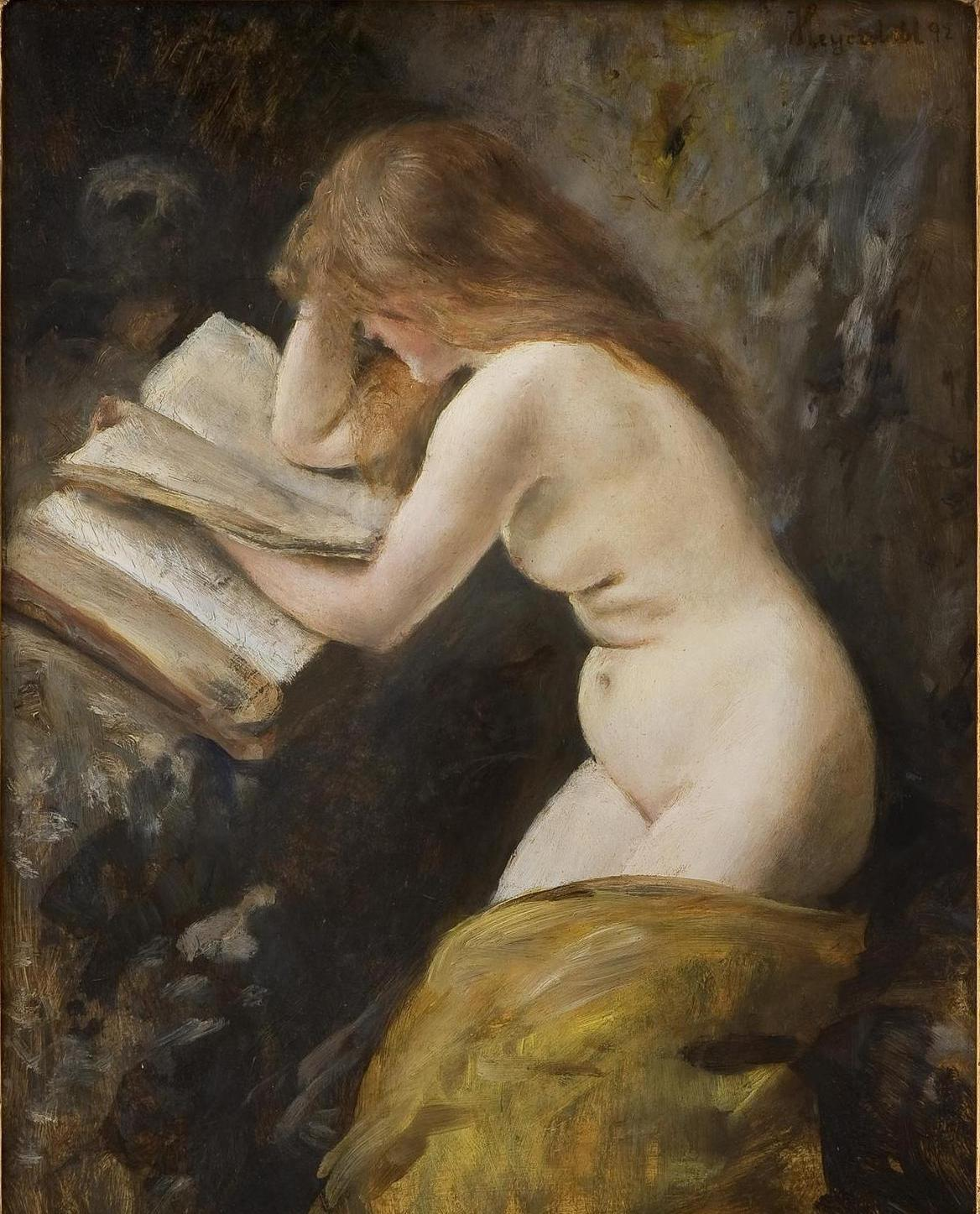
María Magdalena (1882)
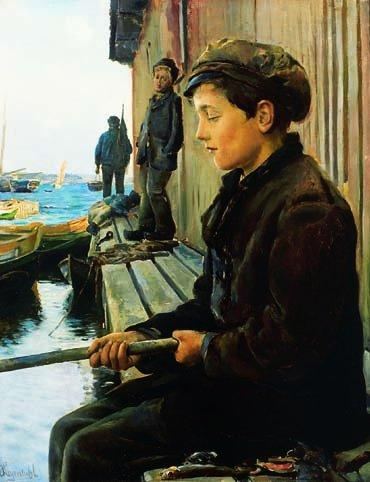
Niño que pesca (1886)
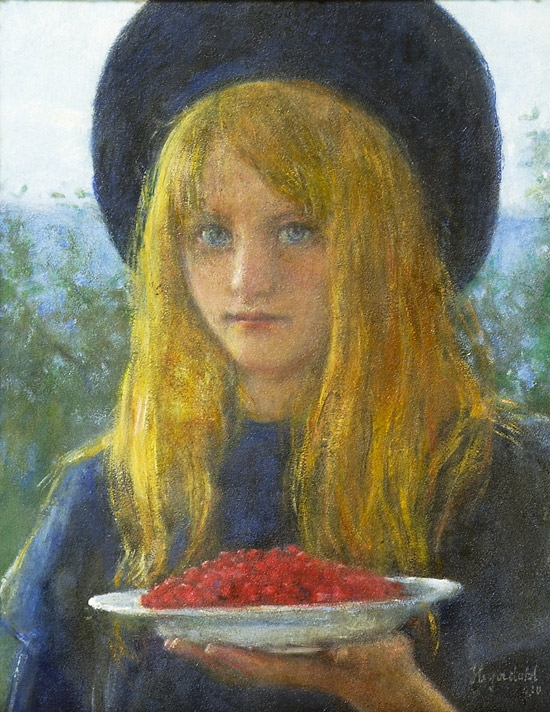
Niña y grosellas (c.1890)
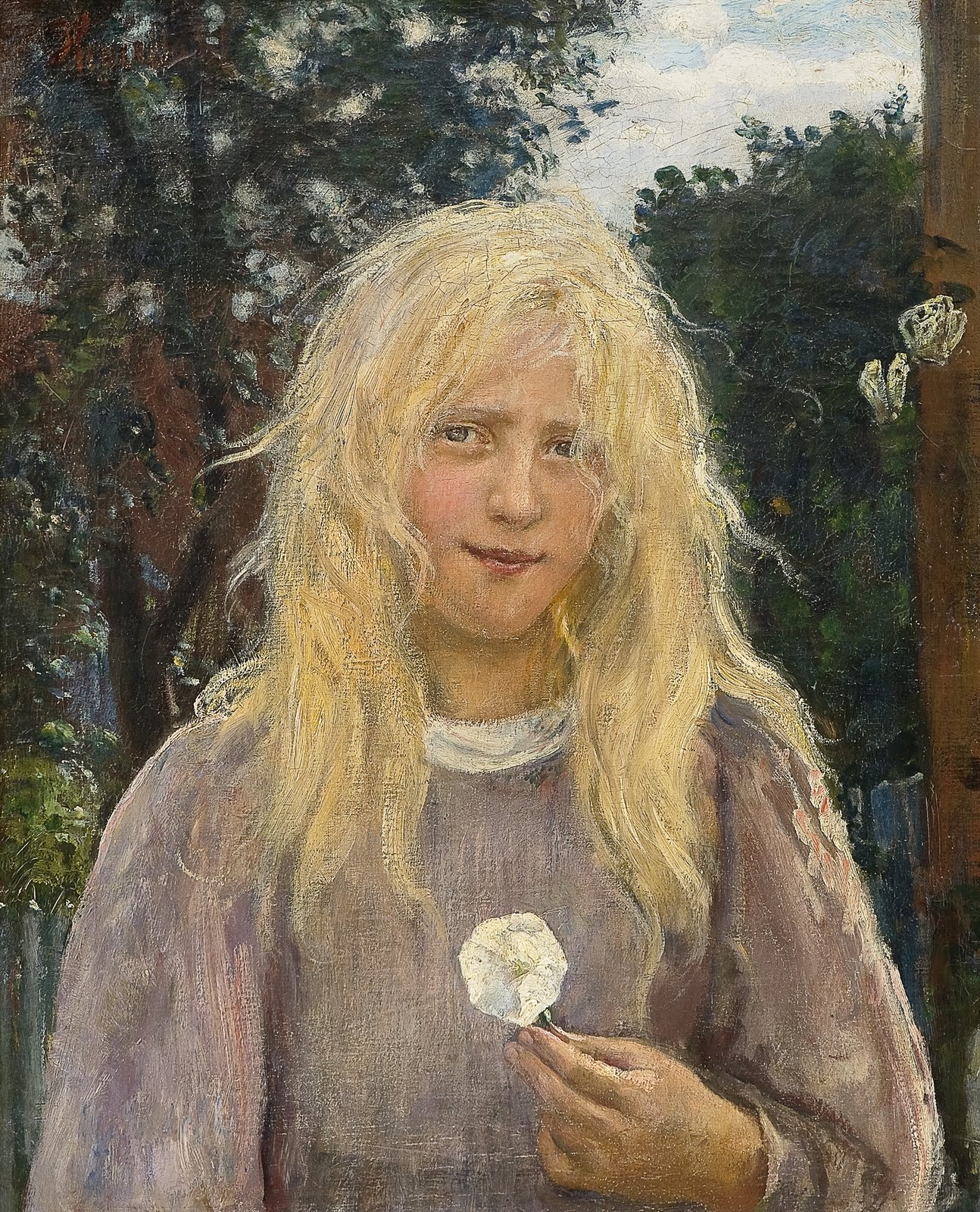
La muchacha con el cabello de lino (c.1890)
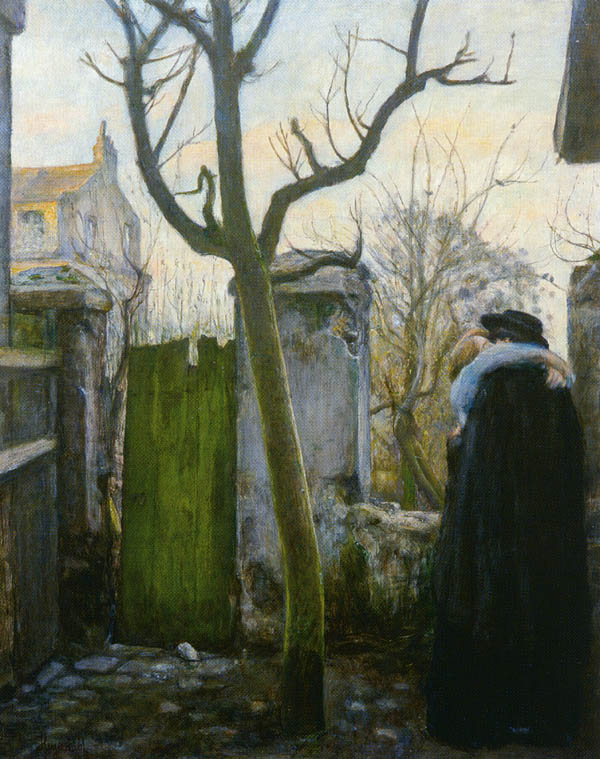
Un idilio (1906)